# Nedrahovice
Nedrahovice är en ort i Tjeckien.   Den ligger i regionen Mellersta Böhmen, i den centrala delen av landet, 50 km söder om huvudstaden Prag. Nedrahovice ligger 387 meter över havet och antalet invånare är 470.
Terrängen runt Nedrahovice är platt åt nordväst, men åt sydost är den kuperad. Nedrahovice ligger nere i en dal. Runt Nedrahovice är det ganska glesbefolkat, med 47 invånare per kvadratkilometer. Närmaste större samhälle är Sedlčany, 6,1 km norr om Nedrahovice. Trakten runt Nedrahovice består till största delen av jordbruksmark.